# Tryggve Olafsson
Tryggve Olafsson (Staronordyjski: Tryggvi Óláfsson) (ur. 928, zm. 963) – norweski król Viken, wnuk Haralda Pięknowłosego, syn Olafa Haraldssona. Brał udział w licznych wikińskich rajdach na wybrzeża Szkocji i Irlandii. Został zabity przez Haralda II Szarą Opończę ze względu na ambicję tegoż do rządzenia całym krajem. Miał z Astrydą Eiriksdatter troje dzieci: Olafa, późniejszego króla Norwegii, Ingeborg i Astrydę.